# Galileo Kids
Galileo Kids ist eine deutsche Fernsehsendung des Privatsenders ProSieben und Ableger des Magazins Galileo.

## Konzept
Nach einer Bruchlandung strandet das freche Alien Cosmo auf der Erde. Dort lernt es den Reporter und Moderator Vincent Dehler kennen. Neugierig begeben sich die beiden auf eine spannende Abenteuerreise und lernen dabei eine Menge über unsere Welt.
Galileo Kids soll die Zielgruppe der Hauptsendung um ein jüngeres Publikum erweitern. Inhaltlich möchte der Ableger seinen Zuschauern Unterhaltung bieten und gleichzeitig innovative, kindgerechte Wissensimpulse setzen.

## Produktion und Veröffentlichung
Der Galileo-Ableger für Kinder wurde zum 25. Jubiläum der Hauptsendung veröffentlicht. Die ersten acht Episoden von Galileo-Kids feierten ihre Premiere am 2. Dezember 2023 beim Privatsender ProSieben. Aus Quotensicht war die Reaktion der klassischen Zielgruppe auf das neue Format eher Verhalten. Der Marktanteil bei den Zuschauern im Alter von 14 bis 49 Jahren lag mit Ausstrahlung der ersten Episoden zwischen 3,1 und 6,0 Prozent.
Im Jahr 2025 gab der Sender dennoch eine Fortsetzung des Formates mit 20 neuen Episoden bekannt. Diese wurden ab dem 1. April 2025 durch den Streaminganbieter Joyn veröffentlicht. Die Erstausstrahlung im deutschen Fernsehen folgte etwas später, ab dem 5. April 2025, bei ProSieben.

## Episodenliste

### Staffel 1
| Nummer (gesamt) | Nummer (Staffel) | Originaltitel                          | Deutsche Erstausstrahlung (ProSieben) |
| --------------- | ---------------- | -------------------------------------- | ------------------------------------- |
| 1               | 1                | „Mensch“ – Wer bist Du denn?           | 2. Dezember 2023                      |
| 2               | 2                | Ein Planet namens Erde                 | 2. Dezember 2023                      |
| 3               | 3                | Was gibt’s denn hier Leckeres?         | 2. Dezember 2023                      |
| 4               | 4                | Tierisch menschlich!                   | 2. Dezember 2023                      |
| 5               | 5                | Ausflug in die Schule                  | 2. Dezember 2023                      |
| 6               | 6                | Intergalaktischer Bastel-Spaß          | 2. Dezember 2023                      |
| 7               | 7                | Roboter-Rummel & merkwürdige Maschinen | 2. Dezember 2023                      |
| 8               | 8                | Trip zum Mond                          | 2. Dezember 2023                      |

### Staffel 2
| Nummer (gesamt) | Nummer (Staffel) | Originaltitel                   | Deutsche Erstausstrahlung (ProSieben) | Deutsche Erstausstrahlung (Joyn) |
| --------------- | ---------------- | ------------------------------- | ------------------------------------- | -------------------------------- |
| 9               | 1                | Dem Schatz auf der Spur         | 5. April 2025                         | 1. April 2025                    |
| 10              | 2                | Galaktisch gute Geniestreiche   | 5. April 2025                         | 1. April 2025                    |
| 11              | 3                | Keine Angst vorm Wassermonster  | 12. April 2025                        | 1. April 2025                    |
| 12              | 4                | Feueralarm im Ufo               | 19. April 2025                        | 1. April 2025                    |
| 13              | 5                | Cosmo, der Sterne(n)koch        | 26. April 2025                        | 5. April 2025                    |
| 14              | 6                | Ein Fall für Detektiv Cosmo     | 3. Mai 2025                           | 12. April 2025                   |
| 15              | 7                | Aufregung im Ufoquarium         | 10. Mai 2025                          | 19. April 2025                   |
| 16              | 8                | Party, Party, Party!            | 17. Mai 2025                          | 26. April 2025                   |
| 17              | 9                | Der Knall aus dem All           | 24. Mai 2025                          | 3. Mai 2025                      |
| 18              | 10               | Das geheimnisvolle Licht        | 31. Mai 2025                          | 10. Mai 2025                     |
| 19              | 11               | Ein gigantischer Spaß!          | 7. Juni 2025                          | 17. Mai 2025                     |
| 20              | 12               | Kosmisch cool!                  | 14. Juni 2025                         | 24. Mai 2025                     |
| 21              | 13               | Das galaktische Greifarm-Game   | 21. Juni 2025                         | 31. Mai 2025                     |
| 22              | 14               | Vorsicht, Feuerspucker!         | 28. Juni 2025                         | 7. Juni 2025                     |
| 23              | 15               | Es hüpft und krabbelt           | 5. Juli 2025                          | 14. Juni 2025                    |
| 24              | 16               | Schokolade aus dem All!         | 12. Juli 2025                         | 21. Juni 2025                    |
| 25              | 17               | In meiner Welt gibt’s kein Geld | 19. Juli 2025                         | 28. Juni 2025                    |
| 26              | 18               | Hubble auf Highspeed            | 26. Juli 2025                         | –                                |
| 27              | 19               | Wetterwirrwarr im Ufo           | 2. August 2025                        | –                                |
| 28              | 20               | Vince, der Außerhirnische       | 9. August 2025                        | –                                |

## Ableger
Seit dem 3. April 2025 wird Galileo Kids durch einen gleichnamigen Podcast erweitert. Dieser wird, ebenso wie das Fernsehformat,  von Vincent Dehler und dem Außerirdischen Cosmo moderiert.

## Kritik
Der Elternratgeber FLIMMO empfiehlt das Format für Kinder ab dem Vorschulalter. Die Inhalte sind nach dem Ampelsystem der Website als altersangemessen gekennzeichnet. Galileo Kids bietet laut Kritik die Möglichkeit, mit Vincent und Cosmo auf spielerische Weise etwas Neues zu lernen.